# Аскеран
Аскера́н (азерб. Əsgəran) — посёлок в Ходжалинском районе Азербайджана, является центром Аскеранского посёлкового административно-территориального округа.

## Этимология
Согласно «Энциклопедическому словарю топонимов Азербайджана», топоним происходит от названия Аскеранской крепости, построенной в XVIII веке одним из карабахских ханов. Крепость была построена на месте местности, которая в прошлом называлась Аскеран. Согласно данному словарю, название местности происходит от компонентов аски (азерб. əski, что означает старый, древний) и Аран (топоним Арран) и означает старый Аран, древний Аран.
Согласно доктору философии по истории Байраму Гулиеву, название Аскеран может означать солдаты, и возможно Аскеранская крепость была так названа по причине её строительства с военно-стратегической целью.

## География
Посёлок Аскеран входит в состав Аскеранского посёлкового административно-территориального округа Ходжалинского района, при этом посёлок Аскеран является центром этого посёлкового административно-территориального округа. Посёлок расположен в 5 км от города Ходжалы, в 14-17 км к северо-востоку от Ханкенди по дороге в Агдам на берегу реки Гаргарчай у подножий Карабахского хребта.

## История
Во второй половине XIX — начале XX века Аскеран являлся селом Шушинского уезда. В 1930—1978 годах располагался в административных границах в Степанакертского района Нагорно-Карабахской автономной области (НКАО) Азербайджанской ССР. На 1 января 1977 года рабочий посёлок Аскеран являлся центром Аскеранского посёлкового Совета. Указом Президиума Верховного Совета Азербайджанской ССР от 15 мая 1978 года было постановлено утвердить решение исполнительного комитета областного Совета народных депутатов НКАО о переносе центра Степанакертского района из города Степанакерт (ныне Ханкенди) в рабочий посёлок Аскеран и переименовании Степанакертского района в Аскеранский. Аскеран стал центром Аскеранского района Нагорно-Карабахской автономной области Азербайджанской ССР. 
На 1980 год в посёлке располагались винно-водочный и пивной заводы, средняя школа, библиотека, кинотеатр, детский сад, диспансер, медицинский пункт, ветеринарная станция, отдел связи.

### Карабахский конфликт
2 сентября 1991 года на совместной сессии Нагорно-Карабахского областного и Шаумяновского районного Советов народных депутатов была принята декларация о провозглашении Нагорно-Карабахской Республики (НКР) в границах Нагорно-Карабахской автономной области (НКАО) и сопредельного Шаумяновского района Азербайджанской ССР. В ответ 26 ноября 1991 года Верховный Совет Азербайджана принял закон «Об упразднении Нагорно-Карабахской автономной области Азербайджанской Республики». Согласно Закону, среди прочего, Аскеранский район упразднялся. Его территория передавалась новообразованному Ходжалинскому району с административным центром в городе Ходжалы. 
В 1992 году в ходе Первой Карабахской войны Аскеран был занят армянскими вооружёнными формированиями и оказался под контролем непризнанной Нагорно-Карабахской Республики. Согласно административно-территориальному делению непризнанной республики, имел статус города, по-прежнему называясь Аскеран (арм. Ասկերան), и являлся административным центром Аскеранского района НКР.
15 ноября 2020 года по итогам Второй Карабахской войны в населённом пункте был размещён наблюдательный пост № 11 миротворческого контингента вооружённых сил Российской Федерации. 
12 марта 2021 года Министерство обороны Российской Федерации сообщило о вводе в строй блочно-модульного городка для проживания российских миротворцев на 60 человек.

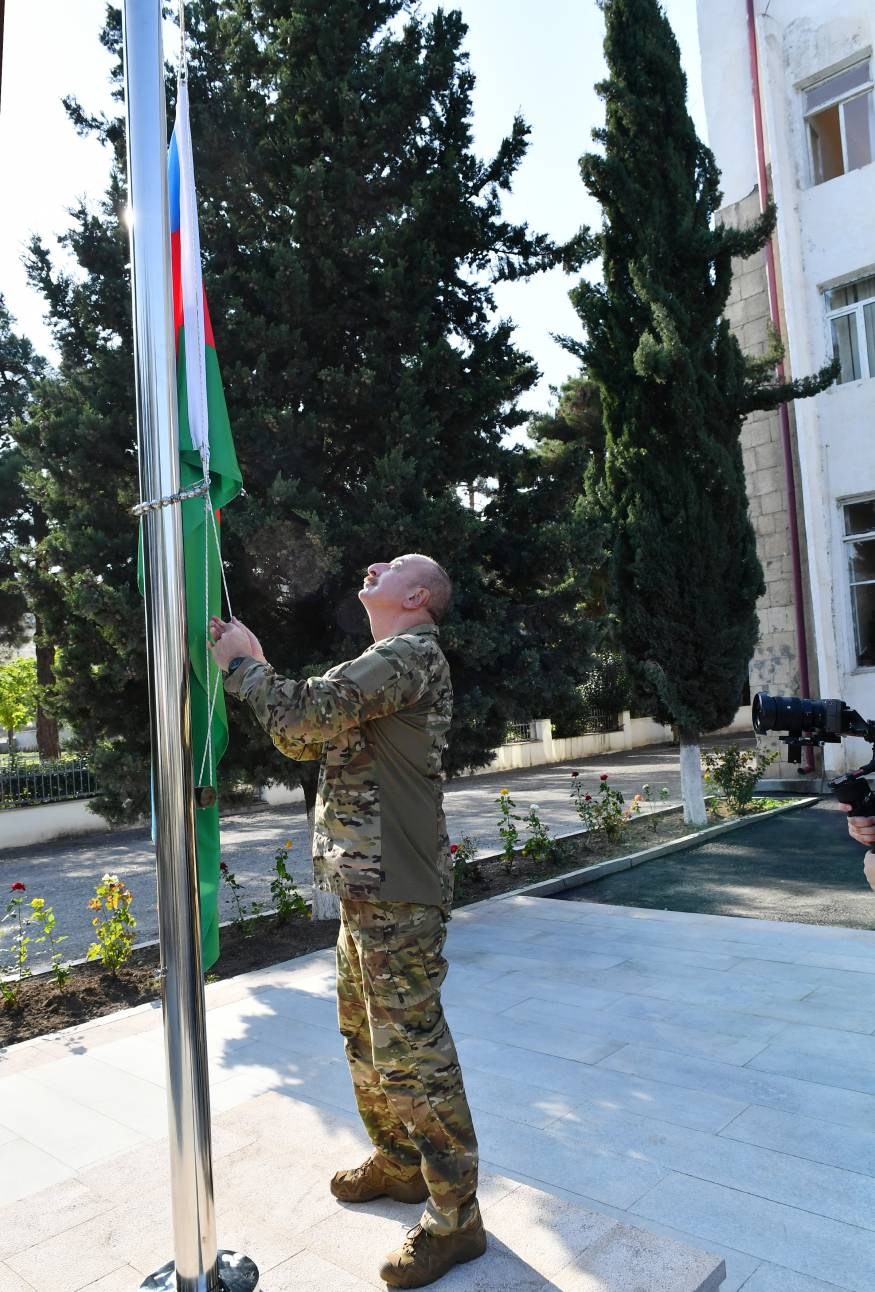
Президент Азербайджана Ильхам Алиев поднимает флаг Азербайджана над Аскераном. 15 октября 2023 года

В ходе сентябрьских столкновений 2023 года посёлок был возвращён под контроль Азербайджана. 15 октября 2023 года Президент Азербайджана Ильхам Алиев посетил Аскеран и поднял здесь государственный флаг Азербайджанской Республики.
В настоящее время Аскеран является посёлком и центром Аскеранского посёлкового административно-территориального округа в составе Ходжалинского района Азербайджана.

## Население
По состоянию на 1 января 1933 года в селе проживало 222 человека (48 хозяйств), все — армяне.
Согласно Всесоюзной переписи населения СССР 1989 года, в Аскеране проживали 2024 человека.
Согласно переписи населения 2005 года, в Аскеране проживало 1967 человек. В ноябре 2010 года правительством непризнанной НКР город Агдам в качестве квартала Акна был присоединён к Аскерану, после чего численность населения Аскерана увеличилась примерно на 360 человек.

### Национальный состав
| Год переписи  | 1970         | 1979          | 2005           |
| ------------- | ------------ | ------------- | -------------- |
| армяне        | 636 (95,4 %) | ↗742 (84,2 %) | ↗1961 (99,7 %) |
| азербайджанцы | 23 (3,4 %)   | ↗106 (12,0 %) | ↘1 (0,1 %)     |
| русские       | 4 (0,6 %)    | ↗28 (3,2 %)   | —              |
| украинцы      | 2 (0,3 %)    | ▬2 (0,2 %)    | ↗3 (0,2 %)     |
| другие        | 2 (0,3 %)    | 3 (0,3 %)     | 2 (0,1 %)      |
| всего         | 667          | 881           | 1967           |

## Восстановление после войны
В апреле 2024 года начато строительство автомобильной дороги от 40-го километра автодороги Барда — Агдам до пос. Аскеран. Протяжённость дороги составит 18 км.
Планируется строительство железнодорожной станции.

## Аскеранская крепость
Крепость расположена в лесистой местности у южной окраины Аскерана по обоим берегам реки Гаркарчай на дороге в Агдам. Находится в 16—17 км к северо-востоку от Ханкенди. Может упоминаться также как Аскаран, Аскатран, Аскетран.
Толщина стен крепости составляет 2 м, высота — 9 м. На стенах находятся круглые башни, построенные из мелкой гальки и колотого известняка на известковом растворе. Башни служили наблюдательными пунктами. На стенах имелись узкие коридоры, служившие для сообщения между башнями. Двойные стены и ландшафт делали крепость неприступной: она расположена среди гор в ущелье.

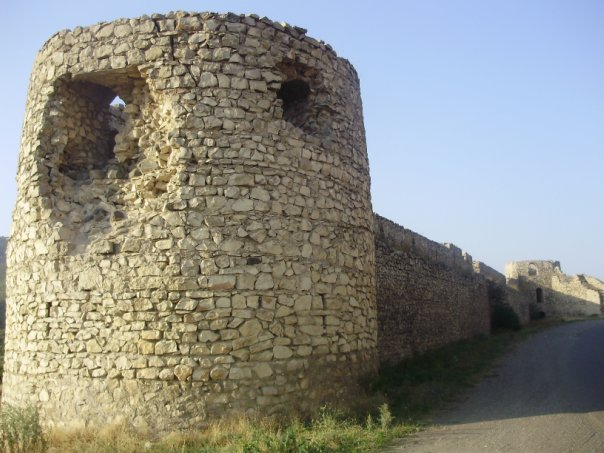
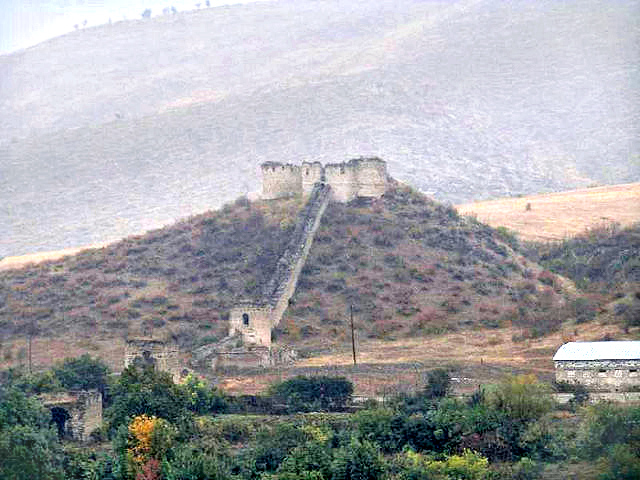

## Галерея

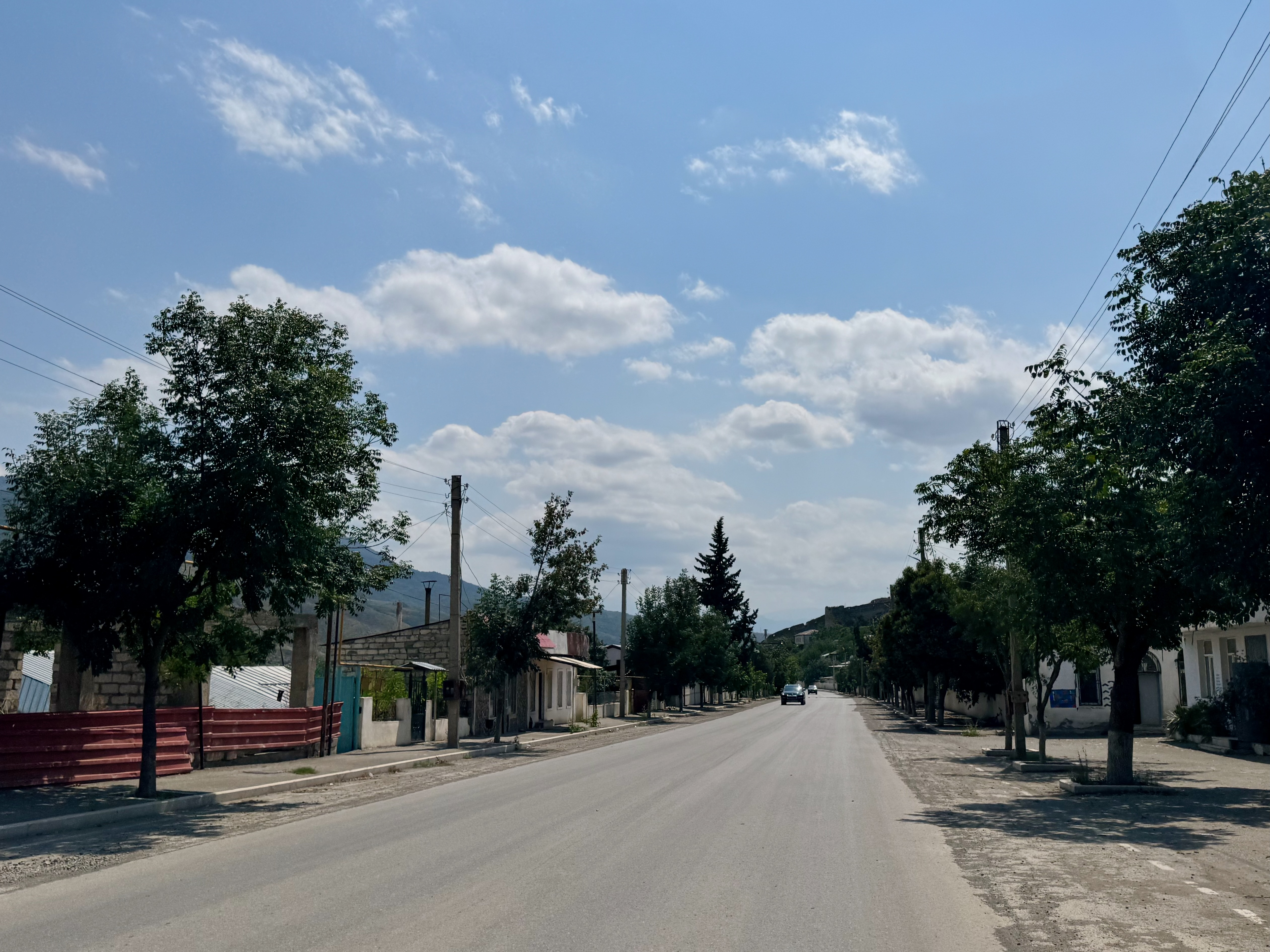
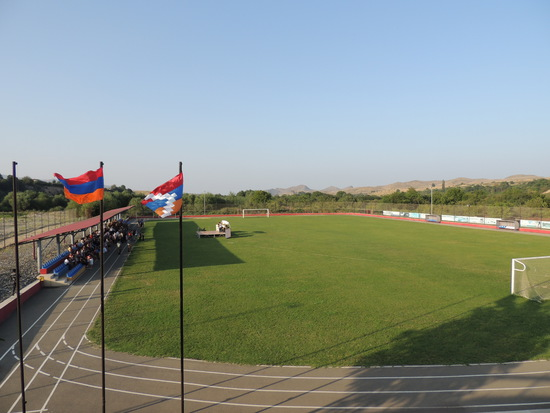
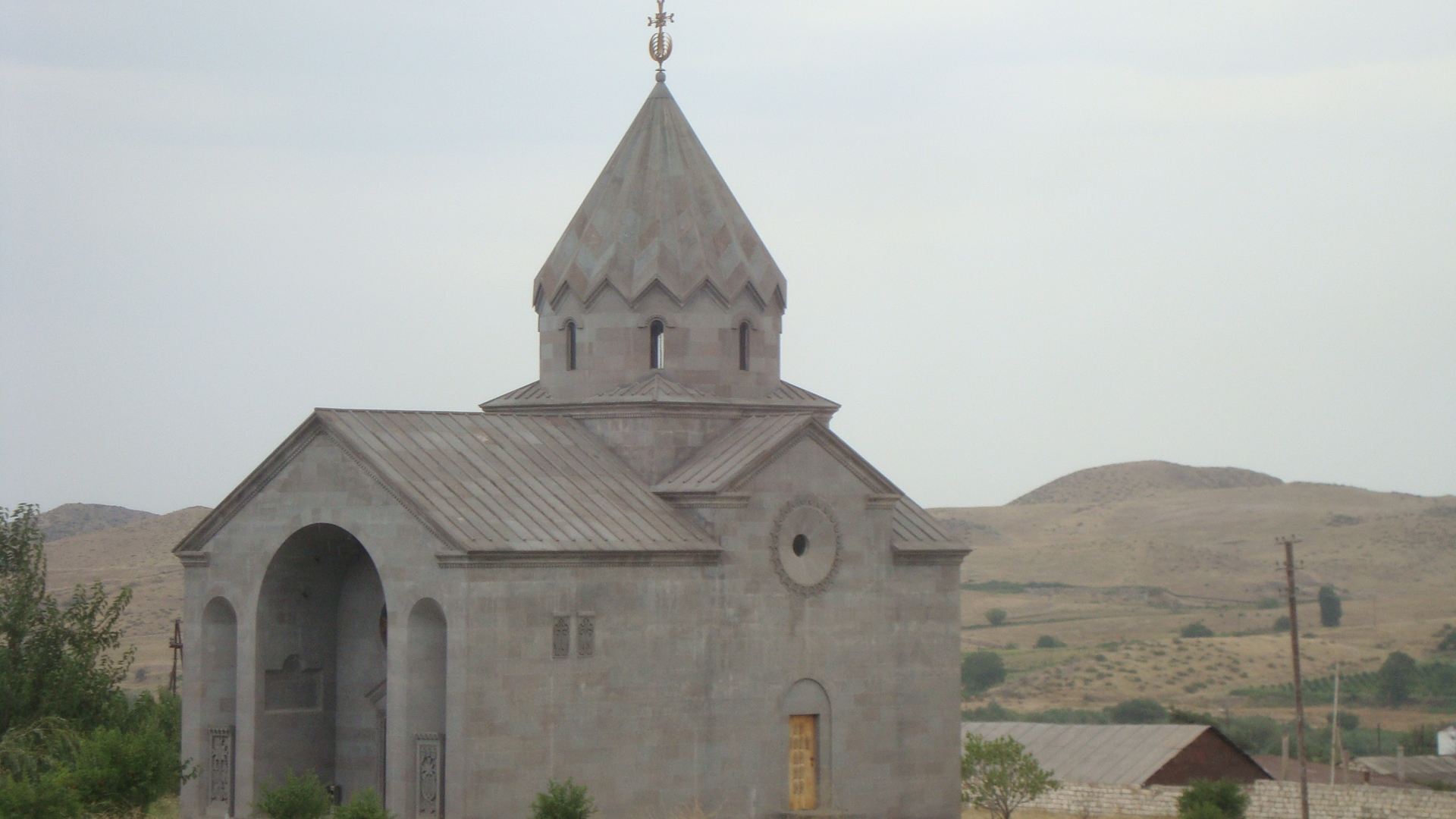
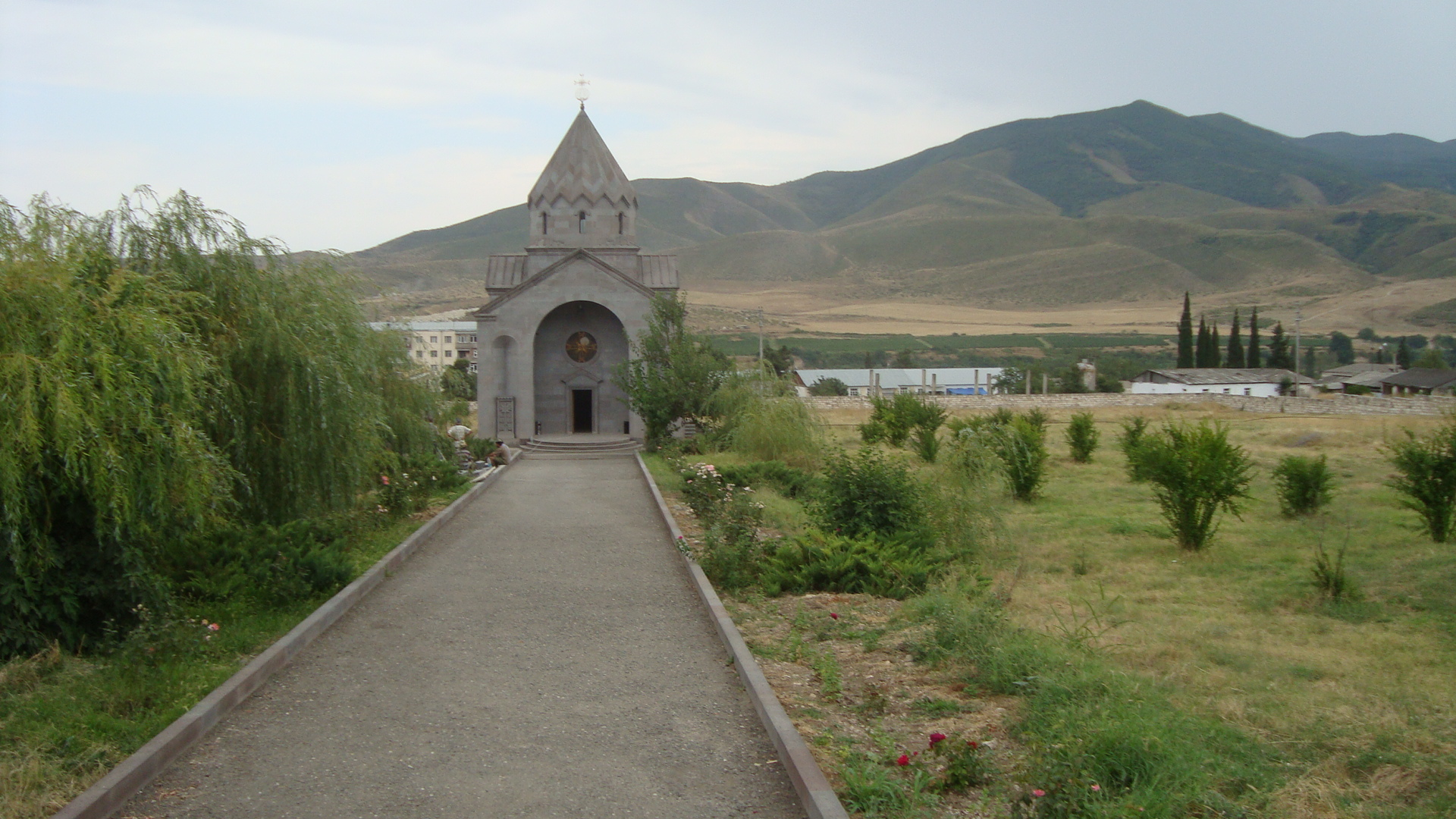